# Ambrysus buenoi
Ambrysus buenoi är en insektsart som beskrevs av Robert L. Usinger 1946. Ambrysus buenoi ingår i släktet Ambrysus och familjen vattenbin. Inga underarter finns listade i Catalogue of Life.